# A2502 HIGH-SPEED
FOMA A2502 HIGH-SPEED（フォーマ・エー に ご ぜろ に・ハイスピード)は、韓国AnyDATA Net Inc.社によって開発された、NTTドコモによるHSDPA対応のUSB接続型FOMA製品である。

## 概要
NTTドコモと、韓国の携帯電話事業者KTF（当時、現在は親会社と合併してKT ）がコネクサス・モバイル・アライアンスの取り組みのなかで共同調達した機種である。ドコモのFOMA端末では最初に発売されたUSB端子型になる。
対応通信形式は日本国内では、FOMAハイスピードに対応。受信最大7.2Mbps、送信最大384kbpsに対応。ハイスピードエリア外では送受信最大384kbpsに対応する。日本国外では、W-CDMAネットワークでのローミング (WORLD WING) が可能な端末である。
定額データプラン 定額データ割対応機種である。

## 仕様（テンプレート外）
- 通信速度
  - パケット通信（FOMAハイスピードエリア） : 送信最大 384 kbps／受信最大7.2 Mbps
  - パケット通信（FOMAエリア） : 送受信最大 384 kbps
- 対応OS（各日本語版）
  - Windows 7（32ビット／64ビット）
  - Windows Vista（32ビット版／64ビット版）SP1、SP2動作確認済
  - Windows XP Professional SP2以降
  - Windows XP Home Edition SP2以降
  - Windows 2000 Professional SP4以降
  - Mac OS X 10.4.7 ～ 10.4.11
  - Mac OS X 10.5.0 ～ 10.5.6
  - Mac OS X 10.6.2（32ビット版）

- 対応エリア（日本国内）
  - FOMAハイスピードエリア
  - FOMAサービスエリア
  - FOMAプラスエリア

## 歴史
- 2007年7月24日 - テュフ・ラインランド (テュフ)通過
- 2007年9月13日 - 開発発表
- 2007年10月5日 - 発売